# 爱尔兰裔阿根廷人
爱尔兰裔阿根廷人是拥有全部或部分爱尔兰血统的阿根廷公民。来自爱尔兰中部地区（the Midlands）、韦克斯福德以及其他地区的爱尔兰移民抵达阿根廷的时间主要在1830-1930年之间，最大一批移民发生在1850-1870年间。现代爱尔兰裔阿根廷公民总人数在50万-100万之间。
阿根廷是全球第五大爱尔兰人聚居地，也是拉丁美洲和官方语言非英语的国家中爱尔兰裔人口最多的国家 。

## 移民原因
19世纪，由於爱尔兰的经济、社会及政治情况都不太好，有些爱尔兰人為改善生活条件選擇前往布宜诺斯艾利斯，他们中有些来自经济状况稍好的地区（韦斯特米斯郡、朗福德郡、奥法利郡以及韦克斯福德郡），有些则因从已经移民的亲朋处听说阿根廷是个好去处而选择动身前去。上千名年轻人前往阿根廷的一大原因是他们怀揣着来到拉普拉塔河地区（位于阿根廷及乌拉圭境内）当地主的想法，想跻身南美洲土地紳士階級。其他早先来到阿根廷的爱尔兰人中有商人、工匠以及雇佣兵。爱尔兰军人威廉·布朗（William Brown）就曾在阿根廷独立战争以及阿根廷对巴西的战争中为阿国效力。南美洲南錐體地区（南美洲位于南回归线以南的地区）的大片未开垦土地吸引了大批爱尔兰新移民，他们先当佃农种田，之后再以二分之一或三分之一的份额加入牧羊业，最后攒够钱买下土地。

## 移民數量
人们很难算清移民阿根廷的爱尔兰人的确切人数，因为很多爱尔兰移民在刚到阿根廷时自称“Ingleses”（西班牙语中的‘英格兰人’），而且整个爱尔兰在当时也是英国领土，阿根廷当局有时还会简单地把所有来自不列颠群岛（包括爱尔兰岛和大不列颠岛及其他岛屿在内）的移民都记为“不列颠人”。布宜诺斯艾利斯现存的移民档案中没有1822年以前以及1823、1824、1836、1840、1841、1842、1855这几年的记录。上述年份之间的移民档案也不完整，背后的一大原因就是南美人弄不清哪些人是爱尔兰人、英格兰人抑或是苏格兰人。
1822-1829年间，至少有7160名爱尔兰移民抵达阿根廷。1889年是爱尔兰移民赴阿的最高峰，当年2月15日，1774人乘汽船“德累斯顿城”号抵达阿根廷。根据Eduardo A. Coghlan在1982和1987年转录的人口普查结果（1855年布宜诺斯艾利斯人口普查、1869和1895年阿根廷全国人口普查）以及不完整的旅客名单，研究人员对移民阿根廷的爱尔兰人总数进行了详尽计算。学者Juan Carlos Korol以及Hilda Sabato估计，整个十九世纪的赴阿爱尔兰移民总数在10500-11500之间。学者Patrick MacKenna的研究结果表明，Coghlan、Korol以及Sabato在统计时没考虑移民后返回爱尔兰的人数以及再次移民他国的人数，这两种情况在1880年后格外显著。另外，1869年人口普查前的某些时期里，爱尔兰移民抵达阿根廷后的死亡率非常高（如1868年的布宜诺斯艾利斯省霍乱疫情），这也是应当纳入研究范围的因素。
19世纪中，移民阿根廷的爱尔兰人中有一半都返回了爱尔兰或者移民他国（美国、加拿大、澳大利亚等）。学者MacKenna由此认为Korol和Sabato“大大低估了爱尔兰人移民阿根廷的总数”，提出无论最终去向何方，在这一整个世纪里移民阿根廷的爱尔兰人的总数应在45000-50000之间。阿根廷当局在统计过程中忽略了盎格鲁爱尔兰人、苏格兰爱尔兰人以及其他新教徒爱尔兰人也是一个导致他们低估爱尔兰裔移民总量的因素，该情况在1920年代爱尔兰独立战争后的最后一个爱尔兰人移民阿根廷的高峰期中尤为明显。智利和阿根廷两国最南端的诸多地区（如智利城市蓬塔阿雷纳斯以及阿根廷的马尔维纳斯群岛）也接收过不少爱尔兰和苏格兰移民，他们的人数也经常遭到低估。
学者Coghlan在报告中指出，在19世纪和20世纪的世纪之交，在布宜诺斯艾利斯市和布宜诺斯艾利斯省共生活着16284名爱尔兰裔阿根廷人。其中只有4693人出生在爱尔兰，仅占28.8%，另外的11591人都出生在阿根廷。

## 经济活动
布宜诺斯艾利斯市、布宜诺斯艾利斯省以及美索不達米亞地區 （包含米西奥内斯、恩特雷里奥斯以及科连特斯三个省份）是爱尔兰移民的主要定居地。定居在城市区的爱尔兰人中有体力劳动者、商人、雇员、工匠、教师以及其他专业的从业者，自1860年代起，家务工成为了爱尔兰移民中的女性所从事的一大职业。定居在农村地区的爱尔兰人则主要是农业工人、家畜贩子以及牧羊人。1840-1890年是阿根廷牧羊业持续繁荣的时期，从事该行业的爱尔兰移民基本都靠放羊发了财，全国产出的羊毛和羊肉的三分之一到二分之一都归他们所有，这让他们中的一部分人有了租地和购地的资本。
在布宜諾斯艾利斯省Cura malal以及圣菲省貝納多圖埃托，Eduardo Casey为当地的贫瘠土地招来了来自爱尔兰等国的移民，這些移民为他打工，同時也发展了农业。爱尔兰人面对阿根廷那似乎取之不尽的土地资源纷纷移民，不少人都赚到了数目可观的錢財。这股务农热潮后来扩散至其他地区，圣菲、恩特雷里奥斯省以及科尔多瓦省等省份都成了农业胜地。

## 1889年德累斯頓號汽船事件
该事件发生后，爱尔兰人大批量移民阿根廷的进程告终。此前，一些来自都柏林、科克及其他郡的爱尔兰穷人在19世纪70及80年代被吸引到阿根廷定居，他们就没那么幸运了。布宜诺斯艾利斯省政府雇佣爱尔兰裔阿根廷人充当中介，這些中介不仅拿着政府的薪金，还从海洋运输公司处拿取好处费，在爱尔兰大肆招揽生意，吸引移民。1889年，中介Buckley O’Meara和John Stephen Dillon把1774名爱尔兰移民送上了“德累斯顿城”号汽船，其中很多人都因旅途条件恶劣而死在途中，还有些即使侥幸抵达布宜诺斯艾利斯，也很快病故。这些人中约有700余人后来来到阿根廷城市布兰卡港，建立了Napostá爱尔兰人殖民地，但不出数月，计划也破产了。“德累斯顿城”号上的幸存移民基本都没留在阿根廷，他们或返回爱尔兰，或再次移民美国等其他国家。爱尔兰天主教卡舍尔暨埃姆利总教区大主教Thomas Croke在这起灾难性事件后写道：“我以最严肃的态度向已不在人世的贫苦同胞们发出呼告，愿他们在来世无论听说何种期许，无论多么想远离故土，在异乡过上好生活，也不要再踏上阿根廷共和国的土地一步”。

## 文化和体育
布宜诺斯艾利斯省的畜牧业城镇梅塞德斯是一个爱尔兰裔聚居地，阿根廷的板棍球运动就于1880年代末发源于此。但直到1900年，作家、记者William Bulfin才把板棍球运动推广开来，当年7月15日，阿根廷板棍球俱乐部在Bulfin的资助下成立。1900年8月17日，Bulfin在阿根廷爱尔兰移民的主要报纸《南十字星》上登出了板棍球场地的示意图和比赛规则。之后，阿根廷民众对这项运动的热情骤增，布宜诺斯艾利斯及周边的畜牧业城镇中涌现出不少板棍球队。天主教修道会“耶稣苦难会”以及“普世使徒会”在推广板棍球运动的过程中也发挥了重要作用。
在1914年以前的阿根廷，板棍球是每个周末的固定体育运动，连该国的西语报纸《民族报》（La Nación）都经常报道相关新闻。第一次世界大战爆发后，爱尔兰移民弄不到原产于故乡的板棍，只能试着用当地的梣木制作球棍，但这种木材过重且缺乏柔韧性。一战结束后，阿根廷的板棍球运动得到了复兴，但该运动在阿根廷的黄金时期已经结束，最终在第二次世界大战爆发后退出了主流。
二战结束后，移民阿根廷的爱尔兰人越来越少，生于阿根廷的爱尔兰移民后代也是海外爱尔兰人中最擅长融入当地社会的一群人，他們不仅将自己的名字西班牙語化，还经常与外族通婚，在整个爱尔兰民族历史上都属罕见。虽说板棍球的生命依然微弱地延续到了1960年代，但未再达到曾经的流行程度。1980年，Aer Lingus板棍球俱乐部进行过一次为期3周的全国巡回赛，布宜诺斯艾利斯省的滨海濱海布洛涅的基督教兄弟会（简称CFC）就曾承办过部分赛事。
2002年1月，2000年至2001年賽季板棍球全明星队在阿根廷队板棍球俱乐部参加了表演赛。
2009年2月，爱尔兰盖尔运动协会（简称GAA）派遣George O’Connor和Martin Lynch到阿根廷举办夏令营，活动很成功，他们在后几年又多办了两届。Damien Coleman在2012年10月举办的夏令营是最后一届，他也是参加了在爱尔兰戈尔韦市举办的2013年集合锦标赛的那支阿根廷队伍的奠基人。
2013年，Coleman的球队来到戈尔韦参赛，一路打到决赛，最终以一分之差惜败美国球队丹佛盖尔人（Denver Gaels）。
阿根廷板棍球俱乐部目前拥有一支板棍球队和一支盖尔足球队，后者在于阿布扎比举办的首届世界盖尔足球赛中作为非爱尔兰球队成功夺魁。

## 一些有所成就的爱尔兰裔阿根廷人
- Eduardo Bradley，飞行员、热气球飞行员、阿根廷民间航空协会创始人之一

- Guillermo Brown（即威廉·布朗），阿根廷第一位海军上将、阿根廷海军之父

- Jorge Brown，足球运动员、板球运动员

- 阿道夫·比奥伊·卡萨雷斯，作家、爱尔兰移民地主Patrick Lynch的后人

- Eduardo Casey，牧场主、商人、圣菲省的貝納多圖埃托的创建者

- Roberto Cavanagh，马球运动员、1936年奥运会金牌得主

- Chris de Burgh，歌手、作曲家

- Peter Campbell，陆军及海军军官、乌拉圭海军创始人、科连特斯省的联邦党要员

- Gustavo Cerati Clark，歌手、作曲家、阿根廷摇滚乐队Soda Stereo成员

- Agustín Creevy，橄榄球运动员

- Patricio Cullen，1862-1865年间的圣菲省省长

- Juan Dillon，地主、政客

- Daniel Donovan，律师、布宜诺斯艾利斯警察首长、1893年的圣路易斯省及查科地区的主管会计

- 埃德尔米罗·朱利安·法雷尔，陆军将军

- Oscar Barney Finn，作家、电影及戏剧导演

- Domingo French，政客，曾参与阿根廷独立战争，五月革命的发起者，阿根廷式帽子花结（cockade）的创始者之一

- Oscar Furlong，篮球运动员

- 塞西莉亚·格里尔森，阿根廷首位女性医学博士

- José Ignacio García Hamilton，律师、记者、作家、历史学家、图库曼省副省长

- Juan Carlos Howard，钢琴家、导演、探戈音乐家

- 維奧萊特·傑索普，远洋客轮服务员、护士，1912年泰坦尼克号海难以及1916年不列颠号（泰坦尼克号的同级轮船，同属奥林匹克级）海难的两度幸存者

- Corina Kavanagh Lynch，布宜诺斯艾利斯Kavanagh建筑公司继承人

- Guillermo Patricio Kelly，政治活动家、记者、政治领袖

- Arturo Kenny，马球运动员、1924年奥运会金牌得主

- Benito Lynch，高乔人文学作家

- 切·格瓦拉，政客、军事理论家、作家、记者、阿根廷-古巴籍医生

- Carlos Javier Mac Allister，前足球运动员，2013年10月，获选为拉潘帕省副省长，2015年，被任命为国家体育部长

- Jorge Alejandro Newbery，飞行员、运动员、公共行政官员、工程师、科学家。阿根廷空军缔造者

- Norma Nolan，首位阿根廷籍环球小姐称号获得者

- John Thomond O’Brien，曾参与智利独立战争

- Guillermo O’Donnell，政治科学家

- Camila O’Gorman，社交名流

- Miguel O’Gorman，拉普拉塔联合省（今日阿根廷国家的前身）的医药学先驱

- Santiago Phelan，前橄榄球运动员、阿根廷橄榄球球队“Los Pumas”（美洲狮）教练

- Julio Porter，电视剧及电影剧作家、电影导演

- Elvira Rawson，阿根廷第二位取得医学学位的女性、男女平等斗士

- María Elena Walsh，诗人、作家、音乐家、剧作家、作曲家

- Patrica Walsh，布宜诺斯艾利斯市议员

- Rodolfo Walsh，记者、作家、发表反对军政府的公开信后于1977年3月24日失踪，至今下落不明

- Manuel Antonio Warnes，布宜诺斯艾利斯政治家、执法官

- Eduardo Wilde，医生、卫生保健专家、作家、记者、政客，曾在胡利奥·阿根蒂诺·罗卡以及米格尔·胡亚雷斯·塞尔曼两任总统治下担任部长

### 愛爾蘭牧師
- Patrick Joseph Dillon，神父、政客、报纸《南十字星》创办者

- Anthony Dominic Fahy，天主教神父、道明會成员、传教士、1844-1871年间的阿根廷爱尔兰裔社群实际领袖

### 阿根廷最早的愛爾蘭移民
- 1536年，John和Thomas Farrel兄弟二人作为佩德罗·德·门多萨（Pedro de Mendoza，西班牙征服者、军人、探险者，首任新安达鲁西亚总督区长官）远征队成员来到阿根廷[9]。

### 現代阿根廷愛爾蘭裔社群
目前的爱尔兰裔阿根廷人仍保留着部分民族传统，也在努力挽回濒临失传的文化遗产。 